# Georg Marschall (Maler)
Georg Marschall (* 18. August 1871 in Wittstock; † 26. Januar 1956 in Feuchtwangen) war ein deutscher Maler und Bildhauer.

## Leben und Werk
Nach dem Schulabschluss besuchte Georg Marschall bereits als 16-Jähriger die Zeichenschule an der Akademie der Künste in Berlin, seine Lehrer waren Hugo Vogel und Franz Skarbina. Dort errang er als Bildhauer einen Staatspreis. Danach wandte er sich aber weiterhin der Malerei zu und unternahm auch Studienreisen, u. a. nach Paris. Als Schüler von Anton von Werner und Adolph von Menzel bekam er in fünf Jahren weitere neun Staatspreise. Privat war Marschall ein begeisterter Freimaurer und gehörte der Freimaurerloge „Friedrich der Große“ in Berlin an. Er brachte Gustav Stresemann 1923 zur Freimaurerei.
In der Zeit des Nationalsozialismus war Marschall obligatorisch Mitglied der Reichskammer der bildenden Künste. Er nahm 1937 mit dem Ölgemälde Sonniger Nachmittag an der Großen Deutschen Kunstausstellung in München teil.
Bekannt von ihm sind viele Historien- und Landschaftsbilder, auch ein nicht mehr erhaltenes gewaltiges Hindenburg-Denkmal in Berlin und weitere großflächige Panoramabilder, die die beiden Weltkriege nicht überdauerten.

## Werke (Auswahl)

### Denkmäler und Plastiken
- Nagelungsfigur „Eiserner Hindenburg“ auf dem Königsplatz an der Südseite der Siegessäule (errichtet 1915)
- Bildniskopf Paul von Hindenburg, nach 1918, Bronze, 32 × 31 × 45 cm, Heeresgeschichtliches Museum, Wien

### Gemälde (Auswahl)
- Christus in Gethsemane.
- Friedrich der Große.
- Christus vor Pilatus.
- Bischof Heinrich I. von Havelberg[5] verleiht das Städterecht an die Wittstocker Bürger.
- Englische und französische Flieger im Kampf mit Boelcke und Immelmann am Himmel.
- Rosenhof (um ca. 1910)
- Waldweg im Wildpark bei Neustrelitz (um 1920, Hohlweg im Tiergarten Neustrelitz)